# Universitat
|  | Aquest article tracta sobre els centres d'educació i recerca. Vegeu-ne altres significats a «Universitat (municipi)». |

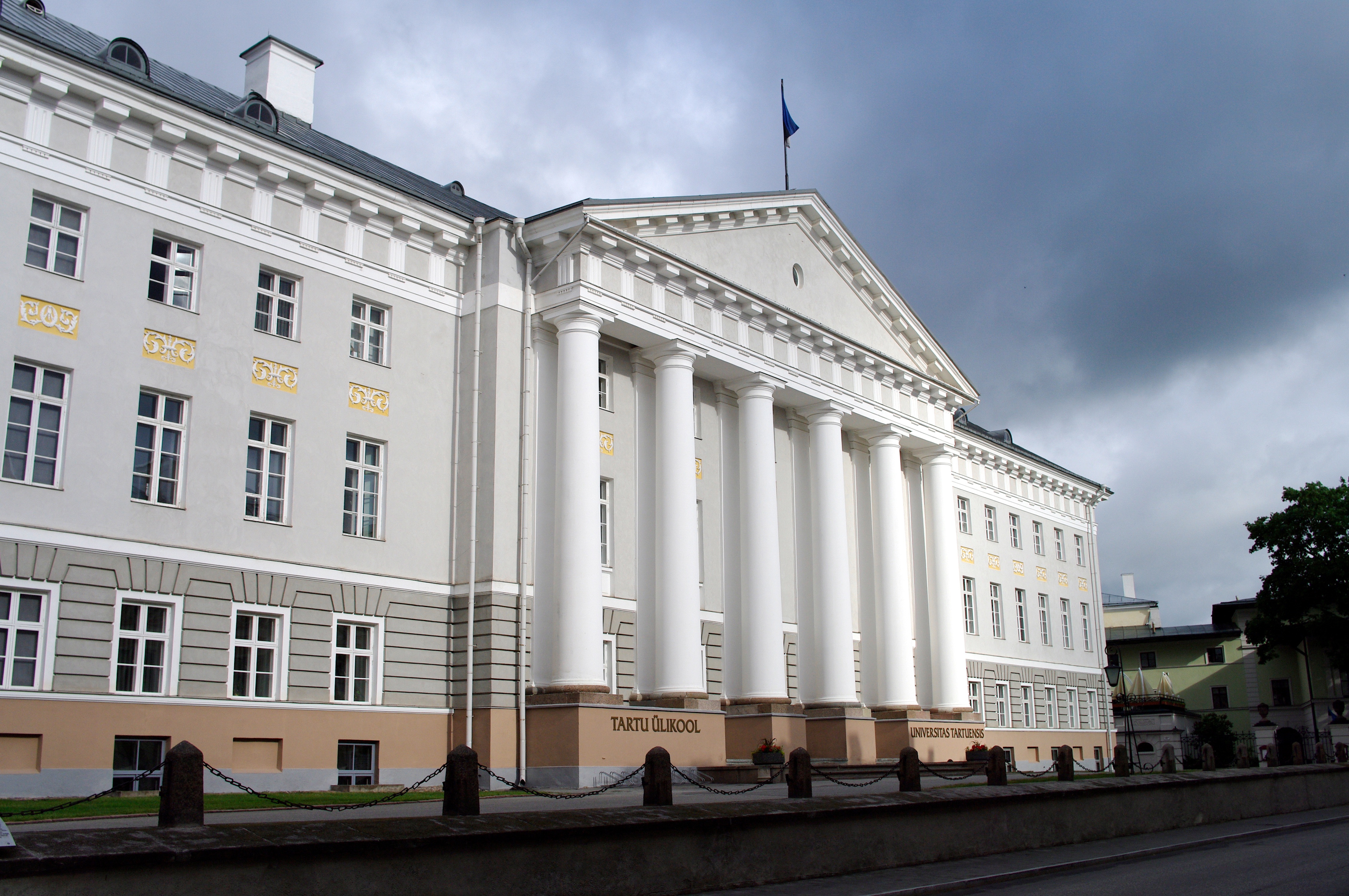
L'edifici principal actual de la Universitat de Tartu (fundada al segle XVII) està construït al. La universitat és una de les universitats més significatives i prestigioses del món actual.

Una universitat (del llatí universitas, -atis) és una institució dedicada a l'ensenyament integrada per diferents centres, anomenats facultats o col·legis, on s'imparteixen estudis superiors de diferents sabers i s'hi atorguen els títols corresponents. Habitualment, també es dedica a l'àmbit de la investigació. La universitat moderna té el seu origen als segles xii i xiii, com a evolució de les escoles catedralícies i monàstiques.

## Història
El precedent de totes les universitats es troba a l'Acadèmia d'Alexandria, fundada el 288 aC, tot i que les modernes es creen durant l'edat mitjana europea.

### Antecedents
Una de les primeres institucions, sovint anomenada universitat, és la Madrassa de Harran, fundada a finals del segle VIII. Els estudiosos anomenen ocasionalment la Universitat d'al-Qarawiyyin, fundada com a mesquita per Fàtima al-Fihriyya l'any 859 dC, una universitat, encara que Jacques Verger escriu que això es fa per conveniència acadèmica. Diversos estudiosos consideren que al-Qarawiyyin va ser fundada i va funcionar com a madrassa fins després de la Segona Guerra Mundial, però que no va ser reformada com a universitat fins al 1963.
Alguns estudiosos, inclòs George Makdisi, han argumentat que les universitats medievals primerenques van ser influenciades per les madrasses d'Al-Andalus, l'emirat de Sicília i l'Orient Mitjà durant les croades. D'altres, com Norman Daniel, consideren aquestes afirmacions exagerades. El 2013, Roy Lowe i Yoshihito van afirmar que les influències de l'educació al món islàmic a les universitats d'Europa occidental requereixen una reconsideració del desenvolupament de l'educació superior, allunyant-se d'una preocupació per les estructures institucionals locals a una consideració més àmplia en un context global.

### Europa Medieval

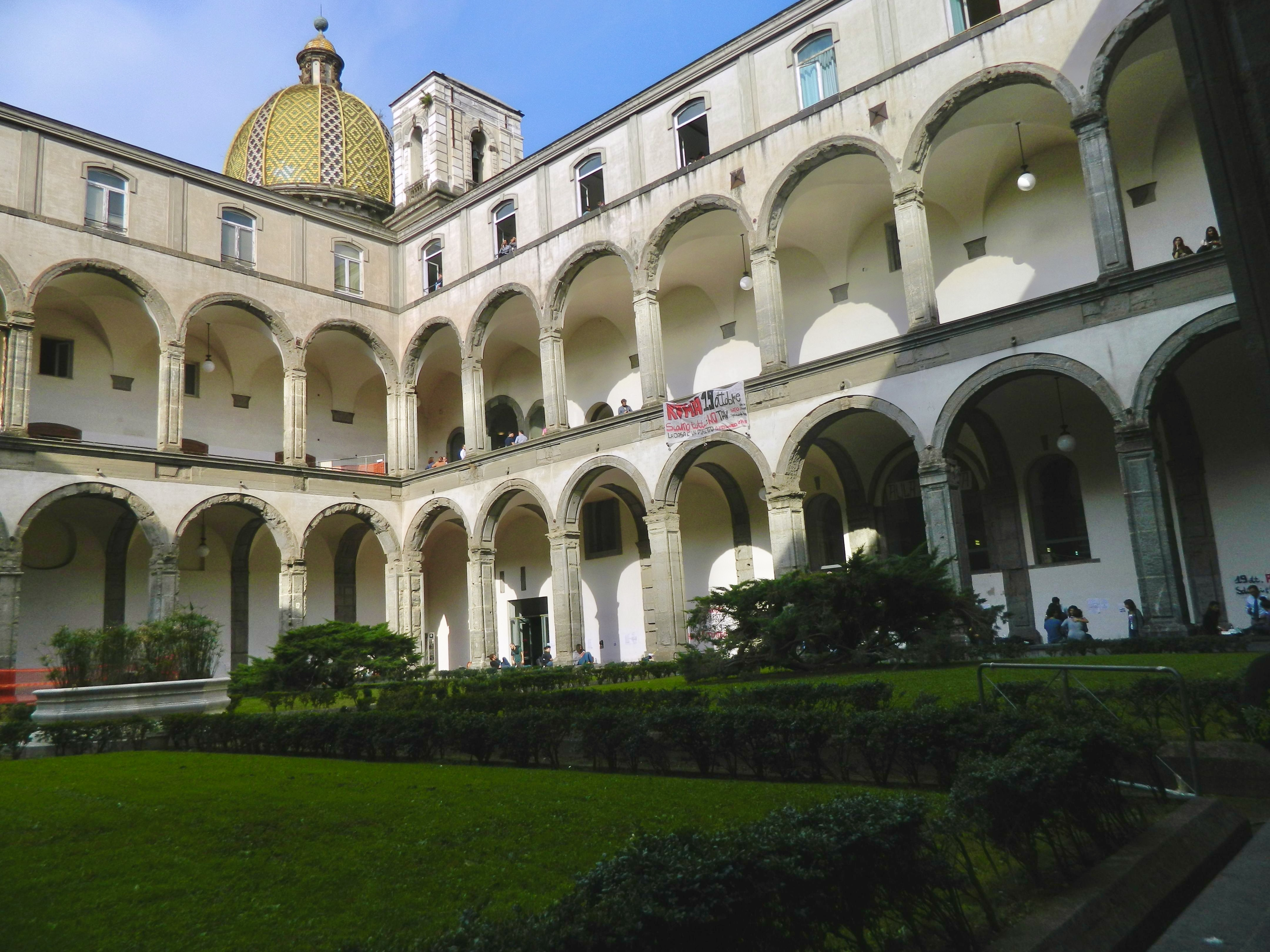
La Universitat de Nàpols Frederic II, establerta el 1224 es considera la universitat estatal més antiga encara en funcionament.

Tot i que hi ha antecedents, la universitat moderna es considera generalment com una institució formal que té el seu origen en la tradició cristiana medieval. L'educació superior europea es va dur a terme durant centenars d'anys a escoles catedralícies o escoles monàstiques ( scholae monasticae ), en les quals frares i monges impartien classes. L'evidència d'aquests precursors immediats de la universitat posterior en molts llocs es remunta al segle VI. A Europa, els joves van accedir a la universitat quan havien acabat els estudis del trivium –les arts preparatòries de la gramàtica, la retòrica i la dialèctica o la lògica– i el quadrivium: aritmètica, geometria, música i astronomia.
Les primeres universitats es van desenvolupar sota el paraigua de l'Església llatina per butlla papal com studia generalia i potser a partir de les escoles catedralícies. No obstant això, és possible que el desenvolupament de les escoles de la catedral en universitats fos força rar, amb la Universitat de París sent una excepció. Més tard també van ser fundats pels reis, però amb l'aprovació papal prèvia, com la Universitat de Nàpols Frederic II, Universitat Carolina de Praga, la Universitat Jagellònica de Cracòvia; o per administracions municipals (Universitat de Colònia, Universitat d'Erfurt). A l'època medieval primerenca, la majoria de noves universitats es van fundar a partir d'escoles preexistents, generalment quan es considerava que aquestes escoles s'havien convertit principalment en llocs d'educació superior. Molts historiadors afirmen que les universitats i les escoles catedralícies eren una continuació de l'interès per l'aprenentatge promogut per la residència d'una comunitat religiosa. El papa Gregori VII va ser crític a l'hora de promoure i regular el concepte d'universitat moderna, ja que el seu decret papal de 1079 va ordenar l'establiment regulat d'escoles catedralícies que es van transformar en les primeres universitats europees.
Les primeres universitats d'Europa amb una forma d'estructura corporativa/gremial van ser la Universitat de Bolonya (1088), la Universitat de París (c. 1150, posteriorment associada a la Sorbona) i la Universitat d'Oxford (1167). La Universitat de Bolonya va començar com una escola de dret que ensenyava el ius gentium o dret romà dels pobles que era demandat a tot Europa per als que defensaven el dret de les nacions incipients contra l'imperi i l'església. La Universitat de Bolonya, o Alma Mater Studiorum, és àmpliament reconeguda com la universitat més antiga que és independent de qualsevol autoritat directa, com ara reis, emperadors o organitzacions religioses. La pretensió de Bolonya de ser la universitat més antiga es basa en les seves característiques úniques, com ara la seva autonomia i la seva capacitat per atorgar títols.
Per tot Europa, els governants i els governs de les ciutats van començar a crear universitats per satisfer la set de coneixement i la creença que la societat es beneficiaria de l'experiència acadèmica generada per aquestes institucions. Els prínceps i els líders dels governs de les ciutats van percebre els beneficis potencials de tenir una experiència acadèmica desenvolupada amb la capacitat d'abordar problemes difícils i assolir els objectius desitjats. L'emergència de l'humanisme va ser essencial per a aquesta comprensió de la possible utilitat de les universitats, així com el renaixement de l'interès pel coneixement obtingut a partir dels textos grecs antics.
La recuperació de les obres d'Aristòtil va alimentar un esperit d'investigació dels processos naturals que ja havia començat a sorgir al segle XII. Alguns estudiosos creuen que aquestes obres van representar un dels descobriments documentals més importants de la història intel·lectual occidental. Richard Dales, per exemple, anomena el descobriment de les obres d'Aristòtil "un punt d'inflexió en la història del pensament occidental". Després de la reaparició d'Aristòtil, una comunitat d'erudits, que es comunicaven principalment en llatí, va accelerar el procés i la pràctica d'intentar conciliar els pensaments de l'antiguitat grega amb els de l'església. Els esforços d'aquest escolasticisme es van centrar a aplicar la lògica aristotèlica i els pensaments sobre els processos naturals als passatges bíblics i intentar demostrar la viabilitat d'aquests passatges a través de la raó. Aquesta es va convertir en la missió principal dels professors i l'expectativa dels estudiants.
La cultura universitària es va desenvolupar de manera diferent al nord d'Europa que al sud, tot i que les universitats del nord (principalment Alemanya, França i Gran Bretanya) i del sud (principalment Itàlia) tenien molts elements en comú. El llatí era la llengua de la universitat, utilitzada per a tots els textos, conferències, disputes i exàmens. Els professors van donar conferències sobre els llibres d'Aristòtil de lògica, filosofia natural i metafísica; mentre que Hipòcrates, Galè i Avicena eren utilitzats per a la medicina. Fora d'aquests punts en comú, grans diferències separaven el nord i el sud, principalment en la temàtica. Les universitats italianes es van centrar en dret i medicina, mentre que les universitats del nord es van centrar en les arts i la teologia. La qualitat de la docència en les diferents àrees d'estudi variava, depenent de l'enfocament de la universitat. Això va portar els estudiosos a viatjar al nord o al sud en funció dels seus interessos i mitjans. Les universitats també van concedir diferents tipus de graus. Les universitats angleses, franceses i alemanyes atorgaven normalment els títols de grau, a excepció dels graus en teologia, per als quals el doctorat era més habitual. Les universitats italianes van concedir principalment doctorats. La distinció es pot atribuir a la intenció del llicenciat després de graduar-se: al nord l'enfocament acostuma a ser l'adquisició de llocs docents, mentre que al sud, els estudiants sovint passaven a llocs professionals. L'estructura de les universitats del nord acostuma a seguir el model del sistema de govern de la facultat desenvolupat a la Universitat de París. Les universitats del sud acostumaven a seguir el model controlat pels estudiants iniciat a la Universitat de Bolonya. Entre les universitats del sud, s'ha observat una altra distinció entre les del nord d'Itàlia, que seguien el patró de Bolonya com a "corporació d'estudiosos autoregulada i independent" i les del sud d'Itàlia i Ibèria, que van ser "fundades per carta imperial per atendre les necessitats del govern".
Inicialment van evolucionar a partir del model de les corporacions artesanals i com quasi tot a l'edat mitjana, estaven molt lligades a l'Església. Inicialment, s'impartien ensenyaments inspirats en les anomenades set arts liberals (el trivium i el quadrivium):
- Trivium: gramàtica, lògica i retòrica.
- Quadrivium: aritmètica i geometria, astronomia i música.

de les quals procedeixen les divisions actuals entre disciplines literàries i científiques.

### Edat Moderna
Durant l'edat moderna (finals del segle XV fins al 1800), les universitats d'Europa experimentarien una gran quantitat de creixement, productivitat i recerca innovadora. A finals de l'Edat Mitjana, uns 400 anys després de la fundació de la primera universitat europea, hi havia 29 universitats repartides per tot Europa. Al segle XV se'n van crear 28 de nous, amb 18 més afegits entre 1500 i 1625. Aquest ritme va continuar fins que a finals del segle XVIII hi havia aproximadament 143 universitats a Europa, amb les concentracions més altes a l'Imperi alemany (34), països italians (26), França (25) i Espanya (23). Aquest nombre no inclou les nombroses universitats que van desaparèixer, ni les institucions que es van fusionar amb altres universitats durant aquest temps. La identificació d'una universitat no era necessàriament evident durant l'època moderna, ja que el terme s'aplica a un nombre creixent d'institucions. De fet, el terme "universitat" no sempre s'utilitzava per designar una institució d'educació superior. Als països mediterranis, el terme studium generale encara s'utilitzava sovint, mentre que "Acadèmia" era comú als països del nord d'Europa.
La propagació de les universitats no va ser necessàriament una progressió constant, ja que el segle XVII va estar ple d'esdeveniments que van afectar negativament l'expansió universitària. Moltes guerres, i especialment la Guerra dels Trenta Anys, van alterar el panorama universitari d'arreu d'Europa en diferents moments. La guerra, la pesta, la fam, el regicidi i els canvis en el poder i l'estructura religiosa sovint van afectar negativament les societats que donaven suport a les universitats. Els conflictes interns dins de les mateixes universitats, com ara les baralles dels estudiants i els professors absents, també van actuar per desestabilitzar aquestes institucions. Les universitats també es van mostrar reticents a abandonar els plans d'estudis més antics, i la confiança continuada en les obres d'Aristòtil desafiava els avenços contemporanis en ciència i arts. Aquesta època també es va veure afectada per l'ascens de l'estat nació. A mesura que les universitats passaven cada cop més sota control estatal, o es formaven sota els auspicis de l'estat, el model de govern de la facultat (iniciat per la Universitat de París) es va fer cada cop més destacat. Tot i que les universitats més antigues controlades pels estudiants encara existien, lentament van començar a avançar cap a aquesta organització estructural. El control de les universitats encara tendeix a ser independent, tot i que el lideratge universitari era cada cop més nomenat per l'estat.
Pel que fa al sistema d'organització interna, hi havia tres tipologia d'universitats en aquesta època: les universitats que tenien un sistema de facultats com la Universitat de París, on la docència de les quals abordava un currículum molt concret; amb un model orientat a formar especialistes. Hi havia un altre model universitari o tutorial basat en el sistema de la Universitat d'Oxford on l'ensenyament i l'organització es descentralitzaven i el coneixement era més de caràcter generalista. També hi havia universitats que combinaven aquests models, utilitzant el model col·legiat però amb una organització centralitzada.

#### Impacte de l'humanisme
Les primeres universitats modernes van continuar inicialment el currículum i la recerca de l'Edat Mitjana: filosofia natural, lògica, medicina, teologia, matemàtiques, astronomia, astrologia, dret, gramàtica i retòrica. No es pot subestimar la importància de l'humanisme per canviar aquest estat de les coses. Un cop els professors humanistes es van incorporar a la facultat universitària, van començar a transformar l'estudi de la gramàtica i la retòrica a través dels studia humanitatis. Els professors humanistes es van centrar en la capacitat dels estudiants d'escriure i parlar amb distinció, de traduir i interpretar textos clàssics i de viure vides honorables. La mentalitat crítica impartida per l'humanisme era imprescindible per als canvis a les universitats i els estudis. Per exemple, Andreas Vesal va ser educat de manera humanista abans de produir una traducció de Galen, les idees del qual va comprovar mitjançant les seves pròpies disseccions. En dret, Andreas Alciatus va infondre el Corpus Juris amb una perspectiva humanista, mentre que els escrits humanistes de Jacques Cujas van ser primordials per a la seva reputació com a jurista. Philipp Melanchthon va citar les obres d'Erasme com una guia molt influent per connectar la teologia amb els textos originals, la qual cosa va ser important per a la reforma de les universitats protestants. Galileo Galilei, que va ensenyar a les universitats de Pisa i Pàdua, i Martí Luter, que va ensenyar a la Universitat de Wittenberg (com Melanchthon), també van tenir formació humanista. La tasca dels humanistes era impregnar lentament la universitat; augmentar la presència humanista a les càtedres, plans d'estudis i llibres de text de manera que els treballs publicats demostressin l'ideal humanista de la ciència i l'erudició.
L'aparició de textos clàssics va aportar noves idees i va provocar un clima universitari més creatiu. L'enfocament en el coneixement que ve del jo, de l'humà, té una implicació directa per a les noves formes d'erudició i instrucció, i va ser la base del que comunament es coneix com a humanitats. Aquesta disposició cap al coneixement es va manifestar no només en la traducció i propagació de textos antics, sinó també en la seva adaptació i expansió. Per exemple, Vesali era imprescindible per defensar l'ús de Galè, però també va dinamitzar aquest text amb experimentació, desacords i investigacions posteriors. La propagació d'aquests textos va ser molt més fàcil amb l'aparició de la impremta i l'inici de l'ús de la llengua vernacla, que va permetre la impressió de textos relativament grans a preus raonables.
Analitzar la influència de l'humanisme en els estudis de medicina, matemàtiques, astronomia i física pot suggerir que l'humanisme i les universitats van significar un fort impuls per a la revolució científica. Tot i que la connexió entre l'humanisme i el descobriment científic va començar segurament dins dels límits de la universitat, es considera que la connexió va ser tallada poc després, degut a la naturalesa canviant de la ciència durant la Revolució Científica. Historiadors com Richard S. Westfall han argumentat que el tradicionalisme obert de les universitats va inhibir els intents de re-conceptualitzar la naturalesa i el coneixement i va provocar una tensió indeleble entre les universitats i els científics. Aquesta resistència al canvi que provocava la revolució científica pot haver estat un factor important per allunyar molts científics de la universitat i apropar-los cap a benefactors privats, generalment a les corts prínceps, i a la creació de noves associacions o societats científiques.
Altres historiadors troben incongruència en la proposta que el mateix lloc on el gran nombre d'estudiosos que van influir en la revolució científica van rebre la seva educació també hauria de ser el lloc que inhibeix la seva recerca i el progrés de la ciència. De fet, més del 80% dels científics europeus entre 1450 i 1650 inclosos al Dictionary of Scientific Biography tenien formació universitària, dels quals aproximadament el 45% ocupaven càrrecs universitaris. Tot i que les universitats van trigar a acceptar noves ciències i metodologies a mesura que van sorgir, quan aquests es van anar incorporant a les universitats, van guanyar legitimitat i respectabilitat, i es va donar suport als canvis científics proporcionant un entorn estable per a la recerca.
Independentment de com es percep la tensió entre les universitats, els científics individuals i la pròpia revolució científica, hi va haver un impacte perceptible en la manera com es va construir l'educació universitària. L'epistemologia aristotèlica va proporcionar un marc coherent no només per al coneixement i la construcció del coneixement, sinó també per a la formació dels estudiosos en l'àmbit de l'educació superior. La creació de noves organitzacions científiques durant la revolució científica, i els reptes epistemològics inherents a aquesta creació, van iniciar la idea tant de l'autonomia de la ciència com de la jerarquia de les disciplines. En lloc d'entrar a l'educació superior per convertir-se en un "estudiós general" immers en la competència de tot el currículum, va sorgir un tipus d'estudiós que posava la ciència al primer lloc i la considerava una vocació en si mateixa. La divergència entre els centrats en la ciència i els encara arrelats en la idea d'estudis generalistes va agreujar les tensions epistemològiques que ja començaven a sorgir.
Les tensions epistemològiques entre científics i universitats també es van veure augmentades per les realitats econòmiques de la recerca durant aquest temps, ja que els científics individuals, les associacions i les universitats competien per recursos limitats. També hi va haver competència per la formació de nous col·legis finançats per benefactors privats i dissenyats per oferir educació gratuïta al públic, o establerts pels governs locals per proporcionar una població amb ganes de coneixement com alternativa a les universitats tradicionals. Fins i tot quan les universitats van donar suport a nous esforços científics, i la universitat va proporcionar formació bàsica i autoritat per a la investigació i les conclusions, no podien competir amb els recursos disponibles a través de benefactors privats.
Al final del primer període modern, l'estructura i l'orientació de l'educació superior havien canviat d'una manera eminentment reconeixible per al context modern. Aristòtil ja no era una força que proporcionava l'enfocament epistemològic i metodològic de les universitats i estava sorgint una orientació més mecanicista. El lloc jeràrquic del coneixement teològic s'havia desplaçat en la seva major part i les humanitats s'havien convertit en un fix, i començava a implantar-se una nova obertura en la construcció i la difusió del coneixement que esdevindria imprescindible per a la formació de l'estat modern.

### Edat Contemporània
Al final de l'Edat Moderna les universitats funcionaven com un sistema gremial o quasi gremial. A mesura que el comerç es va anar desenvolupant per tot Europa, els gremis van anar desapareixent, però no així les universitats. Segons l'historiador Elliot Krause, és degut al fet que "La universitat i els investigadors van mantenir el seu poder sobre la pertinença, la formació i el lloc de treball perquè el capitalisme primerenc no hi estava interessat."
Al segle XVIII, les universitats publicaven les seves pròpies revistes de recerca i al segle XIX ja havien sorgit els models universitaris alemany i francès. El model alemany, o humboldtià, va ser concebut per Wilhelm von Humboldt i basat en les idees liberals de Friedrich Schleiermacher relatives a la importància de la llibertat, els seminaris i els laboratoris a les universitats. El model universitari francès implicava una disciplina i un control estrictes sobre tots els aspectes de la universitat.
Fins al segle XIX, la religió va tenir un paper important en el currículum universitari; tanmateix, el paper de la religió a les universitats de recerca va disminuir durant aquest segle. A finals del segle XIX, el model universitari alemany s'havia estès pel món. Les universitats es van concentrar en la ciència als segles xix i xx i es van fer cada cop més accessibles a les masses. Als Estats Units, la Universitat Johns Hopkins va ser la primera a adoptar el model d'universitat de recerca (alemany) i va ser pionera en l'adopció d'aquest model per part de la majoria de les universitats americanes. A Gran Bretanya, el pas de la Revolució Industrial a la modernitat va veure l'arribada de noves universitats cíviques amb èmfasi en la ciència i l'enginyeria, un moviment iniciat el 1960 per Sir Keith Murray (president del Comitè de Beques de la Universitat) i Sir Samuel Curran, amb la formació de la Universitat de Strathclyde. Els britànics també van establir universitats a tot el món i l'educació superior es va posar a disposició de les masses no només a Europa.
A principis del segle XXI, es va plantejar la preocupació per la creixent gestió i estandardització de les universitats a tot el món. En aquest sentit, els models de gestió neoliberals han estat criticats per crear "universitats corporatives (on) el poder es transfereix del professorat als directius, les justificacions econòmiques dominen, eclipsant les preocupacions pedagògiques o intel·lectuals. La comprensió del temps, el plaer pedagògic, la vocació i la col·legialitat dels acadèmics s'han citat com a possibles maneres d'alleujar aquests problemes.

## Organització
Internament, una universitat sol dividir-se en diversos campus, cadascun dels quals se situa en un lloc diferent. Dins de cada campus hi ha diverses facultats i escoles universitàries (majoritàriament dedicades a la docència), i també laboratoris, departaments i instituts d'investigació, que poden compartir una sèrie d'infraestructures (biblioteca, sales d'estudi, gimnàs...). Cada facultat o escola està associada a una o diverses carreres universitàries que allí s'imparteixen.
El màxim representant d'una universitat és el rector, que regeix la universitat amb l'ajuda de l'equip de vice-rectors i d'altres òrgans: junta de govern, consell social, etc.

## Llibertat de càtedra
Es considera que el professorat universitari pot exposar lliurement els continguts que cregui oportuns a les classes. D'aquesta manera, el programa d'una assignatura pot divergir segons quin professor la imparteixi. Aquest concepte, anomenat llibertat de càtedra o llibertat acadèmica, ja és present als inicis de la Universitat de Bolonya.

## Rànquings
Hi ha nombroses classificacions d'universitats que mesuren la qualitat o el seu impacte educatiu:
- Academic Ranking of World Universities: un dels més famosos, inclou alumnes amb premis rellevants, publicacions i cites.
- HEEACT: mesura la rellevància dels articles publicats per cada universitat, segons el nombre, la qualitat i actualitat de les cites d'altres investigadors.
- QS World University Rankings: inclou opinió dels experts en cada àrea, ràtio d'alumnes per instal·lació, quantitat de cites dels seus articles i presència de professors i alumnes internacionals.
- Professional Ranking of World Universities: classifica els alumnes amb millor sou i posició laboral.
- Webometrics Ranking of World Universities: rànking del CSIC segons la informació disponible a la pàgina web de cada universitat.
- U.S. News & World Report College and University rankings: una de les classificacions més antigues, inclou taxes de graduació, finançament i reputació.